# Edoardo Mangiarotti
Edoardo Mangiarotti, född 7 april 1919 i Renate, död 25 maj 2012 i Milano, var en italiensk fäktare.
Mangiarotti blev olympisk guldmedaljör i värja vid sommarspelen 1952 i Helsingfors.